# Fälludden
Fälludden är en bebyggelse vid Genesön invid Bäckfjärden utanför Örnsköldsvik. Från 2015 avgränsar SCB här en småort.